# 梅旸春

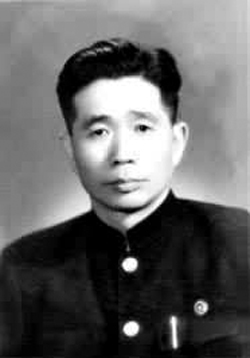
梅旸春

梅旸春（1900年12月1日—1962年5月12日），江西南昌人，中国桥梁专家。

## 生平
1900年12月1日生于南昌市郊青云谱朱姑桥梅家。早年聪颖，在南昌中学毕业后考入北京清华大学土木系，后又入电机系加读两年，1923年毕业，公派赴美深造。入美国普渡大学机械系学习，获硕士学位。但其志愿却在桥梁事业，1925年入美国费城桥梁公司工作。因其工作勤奋且有成绩，网球运动亦甚出色而被误认为日本人。梅旸春深以为耻，决心以自己的业绩建立起中国的伟大形象。
1928年回国，在南昌工业专门学校任教。与黄宗珍女士邂逅并结成终身伴侣。后来毕生转战于全国江河之上，建设桥梁，成为卓越的桥梁专家。先后承担了钱塘江公铁两用桥的设计，昌淦桥和柳江钢轨桥的建造。
中华人民共和国成立以后，历任武汉长江大桥副总工程师，南京长江大桥总工程师，1962年5月12日病逝于南京。

## 家庭
梅暘春的远房侄子梅汝璈是中国的国际法专家，远东国际军事法庭法官。